# Anauxesis congoensis
Anauxesis congoensis är en skalbaggsart som beskrevs av Stefan von Breuning 1938. Anauxesis congoensis ingår i släktet Anauxesis och familjen långhorningar.
Artens utbredningsområde är Gabon. Inga underarter finns listade i Catalogue of Life.